# Gerhard Zech (Politiker)
Gerhard Zech (* 19. Juni 1937 in Darmstadt) ist ein ehemaliger deutscher Physiker und Politiker der FDP und gehörte in der 8., 9. und 12. Legislaturperiode dem Bayerischen Landtag an.

## Leben
Zech studierte in Darmstadt, München und Göttingen Physik und schloss 1962 als Diplom-Physiker ab, vier Jahre später folgte die Promotion zum Dr. rer. nat. Später begann er als Physiker bei der IABG in Ottobrunn in den Bereichen Datenverarbeitung und Systemforschung zu arbeiten.

## Politik
Zech trat 1960 der FDP bei und war von 1960 bis 1964 Landesvorstandsmitglied des Liberalen Studentenbunds Deutschlands in Niedersachsen. Von 1971 bis 1987 war er Vorsitzender des Kreisverbands München-Ost und von 1984 bis 1988 Vorsitzender des Stadtverbands München der FDP.  

## Öffentliche Ämter
Zech wurde bei der Landtagswahl 1974 über die Bezirksliste Oberbayern in den Bayerischen Landtag gewählt. Nach dem Scheitern der FDP an der Fünf-Prozent-Hürde bei der Landtagswahl 1982 schied er erstmals aus dem Landtag aus. Nach der Landtagswahl 1990 zog Zech für die FDP für eine Legislaturperiode wieder in das Maximilianeum ein. 
Er war Mitglied folgender Ausschüsse:
- Ausschuss für Wirtschaft und Verkehr (8. Legislaturperiode)
- Ausschuss für Sicherheitsfragen (9. Legislaturperiode)
- Ausschuss für Staatshaushalt und Finanzfragen (9. Legislaturperiode)
- Untersuchungsausschuss zur Prüfung des Verhaltens des bayerischen Ministerpräsidenten während der Kundgebung der CSU am 23. September 1980 auf dem Münchner Marienplatz sowie zur Prüfung der Vorfälle bei und nach der Kundgebung (9. Legislaturperiode)
- Untersuchungsausschuss zur Prüfung des Vorgehens des Bayerischen Staatsministeriums des Innern und der ihm nachgeordneten Behörden gegenüber Asylsuchenden und anderen Staatsangehörigen von Ostblockländern und zur Aufklärung der Ursachen der insbesondere in Zusammenhang mit der Abschiebung der CSSR-Staatsangehörigen Cermak und Zilka aufgetretenen Informationsmängel im Bayerischen Staatsministerium des Inneren und in dessen politischer Spitze (9. Legislaturperiode, stellvertretendes Mitglied)
- Ausschuss für Staatshaushalt und Finanzfragen (12. Legislaturperiode)
- Untersuchungsausschuss betreffend Beziehungsgeflecht in Bayern zwischen Politikern und Steuerschuldnern „Steuerfälle“ (12. Legislaturperiode)
- Untersuchungsausschuss betreffend das Verhalten von Mitgliedern der Staatsregierung (Streibl) (12. Legislaturperiode)
- Ausschuss für Geschäftsordnung und Wahlprüfung (12. Legislaturperiode)

Er ist Mitglied des Bezirksausschusses von Ramersdorf-Perlach.